# Izmir Cup 2011
La Izmir Cup 2011, nota anche come Türk Telecom Izmir Cup per motivi di sponsorizzazione, è stata un torneo professionistico di tennis maschile giocato sul cemento. È stata la 4ª edizione del torneo, facente parte dell'ATP Challenger Tour nell'ambito dell'ATP Challenger Tour 2011. Si è giocato a Smirne in Turchia dal 19 al 25 settembre 2011.

## Partecipanti

### Teste di serie
| Nazionalità | Giocatore         | Ranking* | Testa di serie |
| ----------- | ----------------- | -------- | -------------- |
| Turchia     | Marsel İlhan      | 89       | 1              |
| Belgio      | Steve Darcis      | 93       | 2              |
| Italia      | Flavio Cipolla    | 102      | 3              |
| Belgio      | Ruben Bemelmans   | 148      | 4              |
| Slovacchia  | Lukáš Lacko       | 151      | 5              |
| Tunisia     | Malek Jaziri      | 154      | 6              |
| Lituania    | Ričardas Berankis | 157      | 7              |
| Ucraina     | Serhij Bubka      | 166      | 8              |

- 1 Ranking al 12 settembre 2011.

### Altri partecipanti
Giocatori che hanno ricevuto una wild card:
- Haluk Akkoyun
- Durukan Durmus
- Muhammet Haylaz
- Efe Yurtacan

Giocatori che sono passati dalle qualificazioni:
- Ervand Gasparyan
- James McGee
- Mohamed Safwat
- Simon Stadler
- Dimitar Kutrovsky (lucky loser)

## Campioni

### Singolare
Lukáš Lacko ha battuto in finale  Marsel İlhan con il punteggio di 6–4, 6–3

### Doppio
Travis Rettenmaier /  Simon Stadler hanno battuto in finale  Flavio Cipolla /  Thomas Fabbiano con il punteggio di 6–0, 6–2